# José Galamba de Oliveira
José Galamba de Oliveira GOIH (Aldeia-Nova, Olival, Ourém, 4 de Fevereiro de 1903 - Marrazes, Leiria, 25 de Setembro de 1984), foi um padre católico, professor, educador, dinamizador social, jornalista e historiador das aparições de Fátima.

## Biografia
Nasceu em 1903 no lugar de Aldeia-Nova, filho de José Joaquim de Oliveira e Cecília da Conceição Galamba, comerciantes.
Fez os estudos primários no Olival, ingressando depois no Seminário Patriarcal de Santarém em 1914. Estudou na Pontifícia Universidade Gregoriana de Roma, concluindo o doutoramento em Filosofia em 1922 e o bacharelato em Teologia e Direito Canónico, concluindo o curso teológico em 1926, no Seminário de Leiria. Foi ordenado presbítero na Sé de Leiria em 11 de Julho de 1926, celebrando a missa nova na Cova da Iria, no dia 13 de Julho.
Foi professor no Seminário, e em outras escolas de Leiria. Dinamizador da Acção Católica, do escutismo e da imprensa regional (da qual foi presidente do respectivo Grémio). Fundador do semanário A Voz do Domingo (1933), escrevendo sobre a missão da Igreja, a Acção Católica, a defesa dos valores e princípios cristãos e outros temas.
Em 1943 foi nomeado Cónego da Sé de Leiria, e Monsenhor em 1983. Procurou estudar e divulgar os acontecimentos da Cova da Iria e a mensagem de Fátima, através de artigos, ensaios e obras (Fátima à prova, Jacinta, História das aparições). Era amigo próximo da vidente Lúcia dos Santos, fazendo parte de um pequeno grupo de pessoas que a podia visitar no Carmelo de Coimbra sem autorização prévia da Santa Sé.
Acompanhou a imagem da Virgem Peregrina à América do Norte (1947-48), e assumiu, a presidência nacional do Exército Azul. Fundou a Escola de Formação Social Rural de Leiria, em 1956, sendo seu director, durante cerca de três décadas. Uma das suas últimas grandes iniciativas viria a ser a organização e direcção da monumental Bíblia Ilustrada, em 7 volumes (1957-1974).
A 13 de Março de 1967 foi agraciado com a Ordem do Infante D. Henrique, com o grau de Grande-Oficial.
Terá tido, além disso, um papel importante na resistência anti-comunista, durante o PREC, em 1974 e 1975, na zona de Leiria.
Faleceu a 25 de Setembro de 1984, aos 81 anos de idade, em Marrazes, Leiria.

## Testemunha de fenómenos em Fátima
A 13 de Setembro de 1917, contava catorze anos, Galamba de Oliveira esteve na Cova da Iria, juntamente com outros seminaristas, e assistiu a fenómenos atmosféricos – visão de um globo luminoso:
«Não dei por nada junto do local, mas, após a aparição, não posso indicar o momento preciso, olho para o céu, talvez porque alguém a isso me convidasse, e vejo, à distância aparente de um metro do Sol, um como globo luminoso que em breve começou a descer em direcção ao poente e, da linha do horizonte, voltou a subir de novo em direcção ao Sol. Apoderou-se de nós uma justificada comoção. Rezámos de rijo a pedir não sei o quê. Todos os presentes puderam ver o mesmo globo, à excepção de um meu condiscípulo, hoje sacerdote também, natural de Torres Novas. Tomei-o pelo braço para lhe mostrar, mas, nessa altura, perdi o globo de vista sem que ele lograsse notá-lo, o que o levou a dizer entre lágrimas: "Porque será que eu não vejo? Quem sabe se estou em pecado mortal!"»
e à queda da "chuva de flores" (ou cabelo de anjo):
«Antes ou depois [de ver o globo luminoso], mas decerto no mesmo dia, começámos eu e outros, não sei se todos os presentes, a ver a queda como de pétalas de rosas ou flores de neve que vinham do alto e desapareciam um pouco acima das nossas cabeças, sem que lhes pudéssemos tocar.»

## Obras
- A voz do domingo: semanário católico de propaganda religiosa e noticioso / dir., propr. e ed. José Galamba de Oliveira ; adm. António Luís Fernandes. Leiria : J. G. Oliveira, 1933.
- Jacinta Florinhas da Fátima. Leiria: Ed. do Santuário. 1938.
- Jacinta: episódios inéditos das aparições de Nossa Senhora/ Irmä Maria Lucia de Jesus e Pe. José Galamba de Oliveira. Leiria: Santuário, 1938.
- Jacinta. Fátima: Santuário, 1942.
- A acção católica e a paróquia. [S.l. : s.n.], 1946.
- Fátima à prova: subsídios para a história da Fátima. [S.l. : s.n.], 1946.
- Cónego José Galamba de Oliveira: escritos selectos, apresentação de Serafim de Sousa Ferreira e Silva; introdução de António Rodrigues Baptista ; cronologia Luciano Coelho Cristino. Fátima: Diocese de Leiria-Fátima, 2003.